# Invertito
Invertito – Jahrbuch für die Geschichte der Homosexualitäten («Invertito - Anuario para la historia de las homosexualidades») es una revista académica en alemán sobre la historia del amor, el erotismo y la sexualidad homosexual. Editada desde 1999 por el Fachverband Homosexualität und Geschichte e.V. (FHG; «Asociación profesional homosexualidad e historia»), que se ha propuesto como meta dar a conocer entre sí los diferentes proyectos e iniciativas para el estudio y la documentación de la historia homosexual.
Invertito se edita una vez al año. Cada número tiene aproximadamente 200 páginas en las que aparecen cuatro contribuciones largas (hasta 2005 sobre un tema común concreto), además de varias otras contribuciones menores y reseñas de libros. Incluidas en los estudios históricos, se muestra la cantidad de aspectos y puntos de vista, tanto propios como ajenos, que puede adoptar la actitud frente a la homosexualidad. A la vez, se cuestionan aspectos y visiones históricas que se caracterizan por dar por supuesto términos heterosexuales.

## 1999: Homosexualidades en la República Federal de Alemania 1949-1972
En 1999 se editó Homosexualitäten in der Bundesrepublik Deutschland 1949-1972, ISBN 3-928983-76-8 («Homosexualidades en la República Federal de Alemania 1949-1972»). Las principales contribuciones fueron:
- Burkhardt Riechers: «Freundschaft und Anständigkeit - Leitbilder im Selbstverständlichkeit männlicher Homosexueller in der frühen Bundesrepublik» («Amistad y honestidad - Modelos de comprensión de sí mismos de los homosexuales masculinos a comienzos de la República Federal»)
- Kirsten Plötz: «"Echte" Frauen? - "Lesbierinnen" im Spiegel öffentlicher Äußerungen in den Anfängen der Bundesrepublik» («¿"Auténticas" mujeres? - "Lesbianas" en el espejo de las declaraciones públicas a comienzos de la República Federal»)
- Stefan Micheler: «Heteronormativität, Homophobie und Sexualdenunziation in der deutschen Studierendenbewegung» («Heteronormatividad, homofobia y denuncia sexual en el movimiento estudiantil alemán»)

## 2000: Homosexualidades en la República de Weimar 1919-1933
En 1999 se editó Homosexualitäten in der Weimarer Republik 1919-1933, ISBN 3-928983-89-X («Homosexualidades en la República de Weimar 1919-1933»). Las principales contribuciones fueron:
- Heike Schader: «Virilität als Strategie weiblicher homosexueller Frauen um gesellschaftliche Anerkennung im Berlin in der 1920er Jahre» («Virilidad como estrategia de mujeres homosexuales femeninas para conseguir reconocimiento social en el Berlín de los años 1920.»)
- Sabine Puhlfürst: «Christa Winsloes Mädchen in Uniform. Theaterstück - Verfilmung - Romanfassung» («Mädchen in Uniform de Christa Winsloe. Obra de teatro - Película - Novela.»
- Bernd-Ulrich Hergemöller: «Hans Blühers Männerwelten. Fragmente, Widersprüche, Perspektiven» («Los mundos masculinos de Hans Blüher. Fragmentos, contradicciones, perspectivas.»)
- Jens Dobler: «Polizei und Homosexuellenverbände» («Policía y asociaciones homosexuales.»)

## 2001: Homosexualidades y travestismo en la Edad Media
En 2001 se editó Homosexualitäten und Crossdressing im Mittelalter, ISBN 3-935596-01-4 («Homosexualidades y travestismo en la Edad Media»). Las principales contribuciones fueron:
- Albrecht Diem: «Entwicklung des klösterlichen Diskurses über Sexualität und sexuelle Enthaltsamkeit» («Desarrollo del discurso de los monasterios sobre la sexualidad y la abstinencia sexual.»)
- Andreas Niederhäuser: «Männerliebe im höfischen Roman» («Amor entre hombres en la novela cortés»)
- Karin Losert: «Heilige Frauen als Cross-Dresserinnen» («Mujeres santas como travestis»)
- Petra Heitfeldt: «Durchbrochene Konzepte von Weiblichkeit und Männlichkeit. Rollentausch im Krieg» («Conceptos quebrantados de feminidad y masculinidad. Cambio de roles en la guerra.»)

## 2002: Denunciados, perseguidos, asesinados: hombres y mujeres homosexuales en la época del nazismo
En 2002 se editó Denunziert, verfolgt, ermordet: Homosexuelle Männer und Frauen in der NS-Zeit, ISBN 3-935596-14-6 («Denunciados, perseguidos, asesinados: hombres y mujeres homosexuales en la época del nazismo»). Las principales contribuciones fueron:
- Stefan Micheler / Jürgen K. Müller / Andreas Pretzel: «Die Verfolgung homosexueller Männer in der NS-Zeit und ihre Kontinuität. Gemeinsamkeiten und Unterschiede in den Großstädten Berlin, Hamburg und Köln» («La persecución de hombres homosexuales durante el nazismo y su continuidad. similitudes y diferencias entre las grandes ciudades Berlín, Hamburgo y Colonia.»)
- Hans-Peter Weingand: «"Mit einem Rückfall ist auf alle Fälle zu rechnen." Männliche Homosexualität und Kriminalbiologie am Beispiel der Universität Graz» («"Hay que contar en cualquier caso con una recaída." Homosexualidad masculina y biología criminal en el ejemplo de la Universidad de Graz.»)
- Albert Knoll: «Homosexuelle Häftlinge im KZ Dachau» («Presos homosexuales en el campo de concentración de Dachau.»)
- Kirsten Plötz: «"... ihre perversen Neigungen restlos bloß zu stellen." Die politische und sexuelle Denunziation einer Nationalsozialistin 1933» («"... sus tendencias perversas totalmente puestas en evidencia." La denuncia política y sexual de una nacionalsocialista 1933.»)
- Claudia Schoppmann: «Zum aktuellen Forschungsstand über lesbische Frauen im Nationalsozialismus» («Sobre el estado actual del estudio de las mujeres lésbicas en el nacionalsocialismo.»)

## 2003: Entre camuflaje y provocación: homosexualidades en el arte y la cultura
En 2003 se editó Zwischen Camouflage und Provokation: Homosexualitäten in Kunst und Kultur, ISBN 3-935596-25-1 («Entre camuflaje y provocación: homosexualidades en el arte y la cultura»). Las principales contribuciones fueron:
- Heike Schader / Christine Regn: «"Im Dienst der Sache". Die Bedeutung von Bildmaterial in Zeitschriften homosexueller Frauen. Die 20er, 50er und 70er Jahre des 20. Jahrhunderts im Vergleich» («"Al servicio del asunto". El significado del material gráfico en revistas de mujeres homosexuales. Comparación entre los años 20, 50 y 70 del siglo XX.»)
- Ralf Jörg Raber: «"Wir ... sind, wie wir sind!" Homosexualität auf Schallplatte 1900 - 1936» («"¡Somos... como somos!" Homosexualidad en disco 1900 - 1936»)
- Klaus Sator: «Tanz und Homosexualität. Sexuelle Identitäten hinter und auf der Bühne» («Baile y homosexualidad. Identidades sexuales detrás y sobre el escenario.»)

## 2004: Contactos - Amistades - Relaciones
En 2004 se editó Kontakte - Freundschaften - Partnerschaften, ISBN 3-935596-65-0 («Contactos - Amistades - Relaciones»). Las principales contribuciones fueron:
- Klaus van Eickels: «Tender Comrades. Gesten männlicher Freundschaft und die Sprache der Liebe im Mittelalter» («Tiernos compañeros. Gestos de amistad masculina y el lenguaje del amor en la Edad Media.»)
- Stefan Micheler / Heike Schader: «Gleichberechtigung als Ideal? Partnerschaftsmodelle und Beziehungen Männer begehrender Männer und Frauen begehrender Frauen in der Weimarer Republik» («¿Igualdad de derechos como ideal? Modelos de relaciones de pareja de hombres que desean a hombres y mujeres que desean a mujeres en la República de Weimar.»)

## 2005: Juntos somos fuertes - Redes homosexuales
En 2005 se editó Gemeinsam sind wir stark - Homosexuelle Netzwerke, ISBN 3-935596-84-7 («Juntos somos fuertes - Redes homosexuales»). Las principales contribuciones fueron:
- Rainer Maaß: Ein Darmstädter Landesverrat im Jahre 1922 und seine ungeahnten Folgen. Die unglückliche Geschichte von Ludwig Möser («Una traición a la patria en Darmstadt en 1922 y sus consecuencias inesperadas. La desgraciada historia de Ludwig Möser.»)
- Gerhard Grün: «Troubles in Paradise. 30 Jahre Schwulen- und Lesbenzentren in Köln» («Problemas en el paraíso. Treinta años de centros gaylésbicos en Colonia.»)

## 2006
En 2008 se publicó el número 8, con ISBN 978-3-939542-00-1. Las principales contribuciones fueron:
- Klaus-J. Lorenzen-Schmidt: «Reichsgraf Christian Detlef Rantzau als Sodomit?. Eine politische Affäre im Norden des Alten Reiches (1715-1720)» («¿El conde Christian Detlef Rantzau sodomita? Un escándalo político en el Antiguo Imperio (1715-1720)»)
- Beat Frischknecht: «Caspar Wirz - eine "unstete Natur". - Versuch eines Porträts des Schweizer Theologen, Historikers und WhK-Aktivisten» («Caspar Wirz - una "naturaleza inestable" - Intento de un retrato del teólogo, historiador y activista del Whk suizo.»)
- Andreas Pretzel: «Eros und Widerstand. Ein Netzwerk der bündischen Jugendbewegung im Exil» («Eros y resistencia. Una red del Bündische Jugend en el exilio.»)
- Monika Pater: «"Gegen geile Männerpresse - für lesbische Liebe". Der Andersen/Ihns-Prozess als Ausgangspunkt für das Coming-out von Lesben» («"Contra la prensa masculina lasciva - por el amor lésbico". El proceso Andersen-Ihns como punto de partida para la salida del armario de lesbianas.»)

## 2007
En 2007 se editó la revista número 9, con ISBN 3-939542-16-4. Los principales artículos son:
- Klaus Berndl: «Die Aufhebung der Todesstrafe für "unnatürliche Sünden" in Preußen, 1794» («El levantamiento de la pena de muerte para "pecados contra natura" en Prusia. 1794.»)
- Albert Knoll: «August Fleischmann - Der Seelenforscher. Ein Vorkämpfer der Münchner Homosexuellenbewegung» («August Fleischmann - El estudioso de las almas. Un precursor del movimiento homosexual de Múnich.»
- Raimund Wolfert: «Auf den Spuren der "Invertierten" im Breslau der zwanziger und dreißiger Jahre» («Sobre los pasos de los "invertidos" en Breslau en los años 20 y 30.»)

## 2008
En 2008 se editó la revista número 10, con ISBN 3-939542-33-4. Los principales artículos son:
- Stefan Micheler: «Freundschaftsverbände und Freundschaftszeitschriften in der Weimarer Republik» («Ligas y revistas de la "amistad" en la República de Weimar.»)
- Martin Lücke: «Männerbilder zwischen Konsum und Kommunismus» («La imagen masculina entre consumo y comunismo.»)
- Mirko Nottscheid: «Joachim S. Hohmann - biografische Skizze und Bibliografie» («Joachim S. Hohmann - esbozo biográfico y bibliografía.»)
- Barbara Eder: «Die Lesbe und der Nervenarzt - Freud zur weiblichen Homosexualität» («La lesbiana y el médico de los nervios - Freud sobre la homosexualidad femenina.»)
- Heinz-Jürgen Voß: «Konstituierung von «Geschlecht» in modernen biologisch-medizinischen Wissenschaften» («Constitución del "sexo" en las ciencias biológicas y médicas modernas.»)
- Frank Ahland: «Der Skandal um den Film "Anders als Du und ich" von Veit Harlan (1957)» («El escándalo en torno a la película Anders als Du und ich de Veit Harlan (1957)»).

## 2009
En 2009 se editó la revista número 11, con ISBN 978-3939542773. Los principales artículos son:
- Thomas Lau: «Da erhob sich ein groß Geschrei über Sodom. Sodomitenverfolgung in Zürich in der zweiten Hälfte des 17. Jahrhunderts» («Se levantó un gran gritería sobre Sodoma. La persecución de los sodomitas en Zúrich en la segunda mitad del siglo XVII»)
- Christine M. Klapeer: «Die Tribadin und der Leviathan. Eine heteronormativitätskritische und lesben-affrimative Analyse von Thomas Hobbes Vertragstheorie» («La tríbada y el leviatán. Un análisis crítico con la heteronormatividad y afirmativa del lesbianismo de la teoría del contrato de Thomas Hobbes»)
- Heinz-Jürgen Voß: «Konstituierung von "Geschlecht" in westlichen modernen biologisch-medizinischen Wissenschaften - Ausgangspunkt Hermaphroditismus» («Constitución de ‹sexo› en la ciencia médica biológica moderna occidental - Punto inicial hermafroditismo»)
- Jens Dobler: «Der Fall Graf Cajus und Genossen» («El caso duque Cajus y camaradas»)
- Klaus Sator: «John Olday. Auf den Spuren eines schwulen Künstlers und Anarchisten» («John Olday. Siguiendo el rastro del artista y anarquista gay»)
- Raimund Wolfert: «Ein "maßlos judenfreundlicher junger Däne". Allan Hagedorff und sein Einsatz für Verfolgte des Naziregimes» («Un ‹joven danés infinitamente amigo de los judíos›. Allan Hagedorff y su esfuerzo a favor de los perseguidos por el régimen nazi»)

## 2010
En 2010 se editó la revista número 12, con ISBN 978-3939542841. Los principales artículos son:
- Michael Schön: «Der Auftrag der Erinnerung. Ein Essay anlässlich des 25-jährigen Bestehens des Schwulen Museums Berlin» («El encargo del recuerdo. Un ensayo con ocasión del 25 aniversario del Schwules Museum de Berlin.»)
- Raimund Wolfert: «Auf Freundschaft und Treue: Ein schlesisches Freundschaftsglas im Schwulen Museum Berlin» («Sobre la amistad y la fidelidad: un vaso de la amistad de Silesia en el Schwules Museum»)
- Christian-Alexander Wäldner: «Hermann L., ein Homosexueller aus Hannover im Nationalsozialismus: Mehr als ein Opfer?» («Hermann L., un homosexual de Hannover durante el nacionalsocialismo: ¿Más que una víctima?»)
- Klaus Berndl / Vera Kruber: «Zur Statistik der Strafverfolgung homosexueller Männer in der SBZ und der DDR bis 1959» («Sobre la estadística de la persecución judicial de los hombres homosexuales en la Zona de ocupación soviética y la República Democrática Alemana hasta 1959»)
- Norbert Finzsch: «Becoming Gay: Deleuze, Feminismus und Queer Theory» («Becoming Gay: Deleuze, feminismo y teoría queer»)

## Críticas
Invertito ist unverzichtbar für alle, die sich wissenschaftlich mit homosexueller Geschichte befassen, aber auch für all jene ein Gewinn, die sich etwas genauer mit dem Werdegang der eigenen Minderheit beschäftigen möchten.
Invertito es imprescindible para todos los que se dedican a historia de la homosexualidad de forma científica, pero también es una ganancia para todos aquellos que quieran ocuparse del desarrollo de la propia minoría.
Gay-Press.de, febrero de 2001

Gewiss, Invertito bietet breiten Raum für unterschiedliche Positionen, eine gewisse Nähe zu jenem Paradigmenwechsel, der mit der Anwendung dekonstruktivistischer Methoden, der in Verbindung und der Rezeption Michel Foucaults steht, ist jedoch kaum zu übersehen.
Cierto, Invertito da un espacio para diferentes posiciones, una cierta cercanía a cada cambio de paradigma, que con el empleo de los métodos deconstructivistas, que se encuentran en relación con y en la recepción de Michel Foucault, apenas se puede omitir.
Manfred Mugrauer en Progress - magazin der Österreichischen HochschülerInnenschaft, febrero de 2002

Schwere Kost, eher etwas für wirklich an Hintergründen Interessierte gewand, kommen doch einige Texte locker und verständlich daher.
Muy complicado, más bien algo para los que realmente están interesados en el fondo, sin embargo, contiene algunos textos ligeros y comprensibles.
rosalila n.° 41